# 6828 Elbsteel
6828 Elbsteel eller 1990 VC1 är en asteroid i huvudbältet som upptäcktes den 12 november 1990 av den brittiske astronomen Duncan Steel vid Siding Spring-observatoriet. Den är uppkallad efter upptäckarens son, Elliot Steel.
Asteroiden har en diameter på ungefär 7 kilometer.